# Gila Mountains
Die Gila Mountains [ˈhiːlə ˈmaʊntn̩z] sind ein 2750 km² großes Gebirge im Graham County im US-Bundesstaat Arizona in den Central Arizona Highlands. Es hat eine Ausdehnung von 72 km von Nord nach Süd und 88 km von Ost nach West. Der höchste Punkt ist der Bryce Mountain mit einer Höhe von 2219 m gefolgt vom Gila Peak mit einer Höhe von 2021 m.